# Haloprogesterone
Haloprogesterone, có tên thương hiệu là Prohalone, là một loại thuốc progestin mà trước đây đã được đưa ra thị trường bởi Ayerst nhưng bây giờ không còn được bày bán.

## Hóa học
Haloprogesterone, còn được gọi là 6α-fluoro-17α-bromoprogesterone hoặc 6α-fluoro-17α-bromopregn-4-ene-3,20-dione, là một steroid pregnane tổng hợp và dẫn xuất halogen của progesterone. Đặc biệt nó là một dẫn xuất của 17α-bromoprogesterone và có cấu trúc tương tự như medrogstone (6-dehydro-6,17α-dimethylprogesterone), medroxyprogesterone axetat (6α-methyl-17α-acetoxyprogesterone).

### Tổng hợp
Tổng hợp hóa học của haloprogesterone đã được công bố.

## Lịch sử
Haloprogesterone được tổng hợp vào năm 1960 và được giới thiệu sử dụng trong y tế vào năm 1961.

## Xã hội và văn hoá

### Tên generic
Haloprogesterone là tên generic của thuốc INN và thuốc USAN.

### Tên thương hiệu
Haloprogesterone được bán trên thị trường dưới tên thương hiệu Prohalone.